# Ойейеми, Хелен
Хелен Ойейеми (англ. Helen Olajumoke Oyeyemi, 10 декабря 1984, Нигерия) — британская писательница нигерийского происхождения.

## Биография
В четырехлетнем возрасте приехала вместе с родителями в Великобританию. Первый роман написала еще восемнадцатилетней школьницей. Во время её учебы в Corpus Christi College Кембриджского университета однокашники поставили и сыграли две её пьесы. В 2007 Bloomsbury Publishing опубликовал второй  роман писательницы «Дом напротив», построенный на мотивах афрокубинской мифологии. В 2009 она была названа в числе 25  женщин моложе 25 лет — «лиц» международного журнала Venus Zine.
Работала как волонтер в Кении. В 2013 побывала в гостях в Москве.

## Произведения

### Романы
- Девочка-Икар / The Icarus Girl (2005)
- Дом напротив / The Opposite House (2007)
- Белый — цвет колдовства/ White is for Witching (2009, финалист премии Шерли Джексон, Премия Сомерсета Моэма)
- Мистер Фокс / Mr Fox (2011, премия Zora Neale Hurston/Richard Wright Foundation)
- Мальчик, снег, птица[англ.] / Boy, Snow, Bird (2014)
- Gingerbread (2019)
- Parasol against the Axe (2024)

### Пьесы
- Juniper's Whitening (2004)
- Victimese  (2005)

### Сборники рассказов
- What Is Not Yours Is Not Yours (2016)

## Признание
Проза писательницы переведена на французский, немецкий, испанский, итальянский, голландский, шведский, польский, турецкий, иврит, китайский, индонезийский языки.В 2013  журнал Granta включил Ойейеми в число 20 лучших британских молодых романистов.